# Az Amerikai Egyesült Államok településeinek listája
Ez a szócikk az Amerikai Egyesült Államok városainak és falvainak listáját tartalmazza államonkénti bontásban. Sok amerikai települést európai településről neveztek el.

## A

### Alabama
- Alabama városainak listája

### Alaszka
- Alaszka városainak listája

### Arizona
- Arizona városainak listája
- Arizona helyiségeinek listája

### Arkansas
- Arkansas városainak listája

## C

### Colorado
- Colorado települései
- Colorado városainak listája

### Connecticut
- Connecticut városainak listája
- Connecticut községeinek listája

## D

### Delaware
- Delaware városainak listája
- Delaware helyiségeinek listája

### Dél-Dakota
- Dél-Dakota városainak listája
- Dél-Dakota falvainak listája

### Dél-Karolina
- Dél-Karolina városainak listája
- Dél-Karolina falvainak listája

### District of Columbia
- Washington D. C. városrészeinek listája

## É

### Észak-Dakota
- Észak-Dakota településeinek listája

### Észak-Karolina
- Észak-Karolina településeinek listája

## F

### Florida
- Florida településeinek listája
- Florida megyéinek listája
- Florida helyiségeinek listája

## G

### Georgia
- Georgia városainak listája
- Georgia helyiségeinek listája
- Georgia falvainak listája

## H

### Hawaii
- Hawaii földrajzi helyeinek listája

## I

### Idaho
- Idaho városainak listája
- Idaho helyiségeinek listája

### Illinois
- Illinois városainak listája
- Illinois falvainak listája

### Indiana
- Indiana városainak listája
- Indiana községeinek listája

### Iowa
- Iowa városainak listája

## K

### Kalifornia
- Kalifornia városainak listája
- Kalifornia helységeinek listája

### Kansas
- Kansas városainak listája

### Kentucky
- Kentucky városainak listája

## L

### Louisiana
- Louisiana településeinek listája

## M

### Maine
- Maine városainak listája
- Maine ültetvényeinek listája
- Maine községeinek listája

### Maryland
- Maryland önkormányzati jogú településeinek listája

### Massachusetts
- Massachusetts településeinek listája

### Michigan
- Michigan településeinek listája

### Minnesota
- Minnesota városainak listája

### Mississippi
- Mississippi városainak listája
- Mississippi városainak listája

### Missouri
- Missouri városainak listája
- Missouri falvainak listája

### Montana
- Montana városainak listája
- Montana helységeinek listája

## N

### Nebraska
- Nebraska városainak listája
- Nebraska falvainak listája

### Nevada
- Nevada városainak listája

### New Hampshire
- New Hampshire városainak listája

### New Jersey
- New Jersey településeinek listája

### New York
- New York városainak listája
- New York községeinek listája
- New York falvainak listája

### Nyugat-Virginia
- Nyugat-Virginia városainak listája
- Nyugat-Virginia községeinek listája
- Nyugat-Virginia falvainak listája

## O

### Ohio
- Ohio városainak listája
- Ohio falvainak listája

### Oklahoma
- Oklahoma városainak listája
- Oklahoma falvainak listája

### Oregon
- Oregon településeinek listája

## P

### Pennsylvania
- Pennsylvania városainak listája
- Pennsylvania falvainak és borough-jainak listája

## R

### Rhode Island
- Rhode Island városainak listája
- Rhode Island falvainak listája

## T

### Tennessee
- Tennessee településeinek listája

### Texas
- Texas városainak listája
- Texas településeinek listája

## U

### Utah
- Utah városainak listája

### Új-Mexikó
- Új-Mexikó településeinek listája

## V

### Vermont
- Vermont városainak listája
- Vermont községeinek listája

### Virginia
- Virginia városainak listája
- Virginia településeinek listája

## W

### Washington
- Washington városainak listája
- Washington községeinek listája

### Wisconsin
- Wisconsin városainak listája
- Wisconsin községeinek listája
- Wisconsin falvainak listája

### Wyoming
- Wyoming városainak listája